# Wissenschaftlicher Konsens zum Klimawandel

Globale Durchschnittstemperatur-Datensätze zeigen eine weitgehende Übereinstimmung über den Fortschritt und das Ausmaß der globalen Erwärmung: Die paarweisen Korrelationen sind größer als 99 %.

In der Wissenschaft herrscht ein starker wissenschaftlicher Konsens darüber, dass sich die Erde erwärmt und dass diese Erwärmung hauptsächlich durch menschliche Aktivitäten verursacht wird. Dieser wissenschaftliche Konsens zum Klimawandel, der seit spätestens Anfang der 1990er Jahre besteht, wird durch verschiedene Studien zu Standpunkten von Wissenschaftlern und durch Positionserklärungen von Wissenschaftsorganisationen gestützt, von denen viele ausdrücklich mit den Übersichtsarbeiten des Intergovernmental Panel on Climate Change (IPCC) übereinstimmen. Darin heißt es, dass immer mehr Beobachtungen die Realität der globalen Erwärmung belegen und dass die in den letzten 50 Jahren beobachtete Erwärmung im Wesentlichen auf menschliche Aktivitäten zurückzuführen ist.
Die systematische Analyse der wissenschaftlichen Literatur ist eine weitere Möglichkeit, den wissenschaftlichen Konsens zu messen. Fast alle aktiv veröffentlichenden Klimawissenschaftler unterstützen den Konsens über den menschengemachten Klimawandel. Dies wurde in vergleichenden Untersuchungen aktueller Publikationen immer wieder bestätigt. Eine Überprüfung wissenschaftlicher Arbeiten aus dem Jahr 2019 ergab, dass der Konsens über die menschliche Ursache des Klimawandels bei 100 % liegt, und eine Studie aus dem Jahr 2021 kam zu dem Schluss, dass sich über 99 % der wissenschaftlichen Arbeiten bzgl. des menschengemachten Klimawandels einig sind. Der kleine Prozentsatz der Studien, die nicht mit dem Konsens übereinstimmen, enthält häufig Fehler oder kann nicht reproduziert werden.
Seit 2007 bezweifelt kein nationales oder internationales wissenschaftliches Gremium mehr die Existenz des menschengemachten Klimawandels. Das Bestreiten der Existenz des wissenschaftlichen Konsenses zum Klimawandel ist neben Trend-, Ursachen- und Folgenleugnung die vierte Hauptkategorie der Klimawandelleugnung.

## Konsenspunkte
Der aktuelle wissenschaftliche Konsens lautet:
- Das Klima der Erde hat sich seit Ende des 19. Jahrhunderts deutlich erwärmt.
- Menschliche Aktivitäten (hauptsächlich Treibhausgasemissionen) sind die Hauptursache.
- Anhaltende Emissionen werden die Wahrscheinlichkeit und Schwere globaler Effekte erhöhen.
- Menschen und Nationen können individuell und gemeinsam handeln, um das Tempo der globalen Erwärmung zu verlangsamen und sich gleichzeitig auf den unvermeidlichen Klimawandel und seine Folgen vorzubereiten.

Es gibt viele Studien zum wissenschaftlichen Konsens. Zu den meistzitierten gehört eine Studie aus dem Jahr 2013 mit fast 12.000 Abstracts von Peer-Review-Artikeln zur Klimawissenschaft, die seit 1990 veröffentlicht wurden, von denen etwas mehr als 4.000 Artikel eine Ansicht zur Ursache der jüngsten globalen Erwärmung äußerten. Von diesen stimmen 97 % explizit oder implizit zu, dass globale Erwärmung stattfindet und vom Menschen verursacht wird. Es sei „sehr wahrscheinlich“, dass diese Erwärmung durch „menschliche Aktivitäten, insbesondere die Emissionen von Treibhausgasen“ in die Atmosphäre bedingt ist. Die rein natürliche Veränderung des Klimas hätte einen leichten kühlenden und keinen wärmenden Effekt zur Folge gehabt.
Diese wissenschaftliche Überzeugung wird in Systematischen Übersichtsarbeiten, von nationalen oder internationalen wissenschaftlichen Gremien und durch Meinungsumfragen unter Klimawissenschaftlern erfasst. Einzelne Wissenschaftler, Universitäten und Laboratorien tragen durch ihre mit Peer-Review geprüften Veröffentlichungen zur wissenschaftlichen Gesamtmeinung bei, und die allgemeine Gesamtmeinung und relative wissenschaftliche Sicherheit sind in diesen validierten Berichten und Erhebungen zusammengefasst.
Nationale und internationale Akademien der Wissenschaften und wissenschaftliche Gesellschaften haben aktuelle wissenschaftliche Arbeiten zur globalen Erwärmung bewertet. Diese Bewertungen stimmen im Allgemeinen mit den Schlussfolgerungen des Intergovernmental Panel on Climate Change überein.
Einige wissenschaftliche Gremien haben Regierungen spezifische Richtlinien empfohlen, und die Wissenschaft kann eine Rolle bei der Information über eine wirksame Reaktion auf den Klimawandel spielen. Politische Entscheidungen können jedoch Werturteile erfordern und werden daher nicht in das wissenschaftliche Gutachten aufgenommen.
Kein wissenschaftliches Gremium von nationalem oder internationalem Rang vertritt eine Meinung, die von einem dieser Hauptpunkte abweicht. Das letzte nationale oder internationale wissenschaftliche Gremium, das eine abweichende Meinung vertrat, war die American Association of Petroleum Geologists. 2007 aktualisierte sie ihre Stellungnahme auf ihre aktuelle unverbindliche Position. Einige andere Organisationen, vor allem solche mit dem Schwerpunkt Geologie, nehmen ebenfalls unverbindliche Positionen ein. 
In jüngeren Übersichtsarbeiten gilt das Bestreiten der Existenz des wissenschaftlichen Konsenses zum Klimawandel neben Trend-, Ursachen- und Folgenleugnung als vierte Hauptkategorie der Klimawandelleugnung.

## Übersichtsarbeiten
Systematische Übersichtsarbeiten sind Auswertungen wissenschaftlicher Literatur, die die Ergebnisse einer Reihe von Einzelstudien zusammenstellen, um ein breites Verständnis zu erreichen oder den Wissensstand zu einem bestimmten Thema zu beschreiben.

### Sechster Sachstandsbericht des IPCC

Anstieg der globalen Oberflächentemperaturen im Zeitraum 1850 bis 2020 im Vergleich zu 1850–1900 gemäß sechstem Sachstandsbericht des IPCC. Schwarz: beobachteter Anstieg, rot: menschliche und natürliche Treiber, grün: nur natürliche Treiber.

Der IPCC hielt in seinem ab 2021 erschienenen sechsten Sachstandsbericht fest, es sei „unbestritten, dass der Mensch die Atmosphäre, die Ozeane und das Land erwärmt hat“ und dass bereits „weitreichende und schnelle Veränderungen in der Atmosphäre, den Ozeanen, der Kryosphäre und der Biosphäre“ eingetreten seien. „Das Ausmaß der jüngsten Veränderungen im Klimasystem als Ganzes und der gegenwärtige Zustand vieler Aspekte des Klimasystems“ sei inzwischen „beispiellos über viele Jahrhunderte bis Jahrtausende“, zudem wirke sich dieser explizit als „menschengemachter Klimawandel“ bezeichnete Effekt bereits auf eine Vielzahl von Wetter- und Klimaextreme in allen Regionen der Erde aus. Gemäß Bericht nahm die global gemittelte Oberflächentemperatur zwischen den Zeiträumen von 1850 bis 1900 und 2011 bis 2020 um 1,09 °C (Unsicherheitsspanne: 0,95 bis 1,20 °C) zu, wobei nach bester Schätzung 1,07 °C menschengemacht seien. Diese Erwärmung wird sich zunächst weiter fortsetzen und sowohl das 1,5- als auch das 2-Grad-Ziel überschreiten, sofern nicht die Emissionen von Kohlenstoffdioxid und weiteren Treibhausgasen in den nächsten Jahrzehnten stark reduziert werden. Der Bericht hält zudem fest, dass „aus physikalisch-wissenschaftlicher Sicht die Begrenzung der vom Menschen verursachten globalen Erwärmung auf ein bestimmtes Niveau eine Begrenzung der kumulativen CO2-Emissionen“ erfordert. Dafür müssten „mindestens Netto-Null-CO2-Emissionen erreicht werden“, zugleich aber auch andere Treibhausgasemissionen stark verringert werden.

### Fünfter Sachstandsbericht des IPCC
Der Fünfte Sachstandsbericht des IPCC (AR5) folgte dem gleichen allgemeinen Format wie der Vierte Sachstandsbericht, mit drei Arbeitsgruppenberichten und einer systematischen Übersichtsarbeit. Der Bericht der Arbeitsgruppe I (WG1) wurde im September 2013 veröffentlicht. In der Zusammenfassung des Berichts für politische Entscheidungsträger heißt es, dass die Erwärmung des Klimasystems „eindeutig“ ist. Sie finde in einem Maße statt, das über Jahrzehnte bis Jahrtausende beispiellos sei. Treibhausgasemissionen, die hauptsächlich durch Wirtschafts- und Bevölkerungswachstum getrieben werden, haben zu Treibhausgaskonzentrationen geführt, die seit mindestens 800.000 Jahren beispiellos sind. Diese sind zusammen mit anderen anthropogenen Triebkräften „extrem wahrscheinlich“ (Wahrscheinlichkeit von mehr als 95 %) seit Mitte des 20. Jahrhunderts die vorherrschende Ursache der beobachteten globalen Erwärmung.
In der Zusammenfassung heißt es weiter:

“Continued emission of greenhouse gases will cause further warming and long-lasting changes in all components of the climate system, increasing the likelihood of severe, pervasive and irreversible impacts for people and ecosystems. Limiting climate change would require substantial and sustained reductions in greenhouse gas emissions which, together with adaptation, can limit climate change risks.”

„Die anhaltende Emission von Treibhausgasen wird eine weitere Erwärmung und lang anhaltende Veränderungen in allen Komponenten des Klimasystems verursachen und die Wahrscheinlichkeit schwerwiegender, allgegenwärtiger und irreversibler Auswirkungen auf Menschen und Ökosysteme erhöhen. Die Begrenzung des Klimawandels würde eine erhebliche und nachhaltige Reduzierung der Treibhausgasemissionen erfordern, die zusammen mit der Anpassung die Risiken des Klimawandels begrenzen können.“

Weitere Kernschlussfolgerungen sind im Folgenden zusammengefasst:
- „Die Erwärmung des Klimasystems ist eindeutig, und seit den 1950er Jahren sind viele der beobachteten Veränderungen über Jahrzehnte bis Jahrtausende beispiellos.“
- „Die atmosphärischen Konzentrationen von Kohlendioxid, Methan und Lachgas sind auf ein Niveau gestiegen, das mindestens in den letzten 800.000 Jahren beispiellos war.“
- Der menschliche Einfluss auf das Klimasystem ist klar. Es ist äußerst wahrscheinlich (95–100 % Wahrscheinlichkeit), dass der menschliche Einfluss zwischen 1951 und 2010 die dominierende Ursache für die globale Erwärmung war.
- „Zunehmende Ausmaße der globalen Erwärmung erhöhen die Wahrscheinlichkeit schwerer, weitreichender und irreversibler Auswirkungen.“
- „Ein erster Schritt zur Anpassung an den zukünftigen Klimawandel besteht darin, die Anfälligkeit und die Exposition gegenüber der gegenwärtigen Klimavariabilität zu verringern.“
- „Die Gesamtrisiken der Auswirkungen des Klimawandels können verringert werden, indem die Geschwindigkeit und das Ausmaß des Klimawandels begrenzt werden“
- Ohne neue Maßnahmen zur Eindämmung des Klimawandels deuten die Projektionen auf einen Anstieg der globalen Mitteltemperatur zum Jahr 2100 um 3,7 bis 4,8 °C im Vergleich zum vorindustriellen Niveau (Medianwerte; der Bereich liegt zwischen 2,5 und 7,8 °C einschließlich Klimaunsicherheit) hin.
- Der derzeitige Verlauf der globalen Treibhausgasemissionen ist nicht mit einer Begrenzung der globalen Erwärmung auf unter 1,5 oder 2 °C im Vergleich zum vorindustriellen Niveau vereinbar. Die im Rahmen des Abkommen von Cancún gemachten Zusagen stimmen weitgehend mit kosteneffektiven Szenarien überein, die eine „wahrscheinliche“ Chance (66–100 % Wahrscheinlichkeit) einer Begrenzung der globalen Erwärmung (im Jahr 2100) auf unter 3 °C im Vergleich zum vorindustriellen Niveau bieten.

The Guardian formulierte über die Veröffentlichung des Berichts:

“In the end it all boils down to risk management. The stronger our efforts to reduce greenhouse gas emissions, the lower the risk of extreme climate impacts. The higher our emissions, the larger climate changes we'll face, which also means more expensive adaptation, more species extinctions, more food and water insecurities, more income losses, more conflicts, and so forth.”

„Am Ende läuft alles auf das Risikomanagement hinaus. Je stärker unsere Anstrengungen zur Reduzierung der Treibhausgasemissionen sind, desto geringer ist das Risiko extremer Klimafolgen. Je höher unsere Emissionen, desto größere Klimaveränderungen werden wir erleben, was auch teurere Anpassungen, mehr Artensterben, mehr Nahrungs- und Wasserunsicherheit, mehr Einkommensverluste, mehr Konflikte und so weiter bedeutet.“

The New York Times berichtete:

“In Washington, President Obama's science adviser, John P. Holdren, cited increased scientific confidence "that the kinds of harm already being experienced from climate change will continue to worsen unless and until comprehensive and vigorous action to reduce emissions is undertaken worldwide."”

„In Washington zitierte der Wissenschaftsberater von Präsident Obama, John P. Holdren, die gestiegene wissenschaftliche Zuversicht, "dass die Schäden, die der Klimawandel bereits angerichtet hat, sich weiter verschlimmern werden, solange nicht umfassende und energische Maßnahmen zur Reduzierung der Emissionen weltweit ergriffen werden".“

### Vierter Sachstandsbericht des IPCC
Im Februar 2007 veröffentlichte der IPCC eine Zusammenfassung des bevorstehenden Vierten Sachstandsberichts (AR4). Laut dieser Zusammenfassung ist der vierte Sachstandsbericht zu dem Ergebnis gekommen, dass menschliches Handeln „sehr wahrscheinlich“ die Ursache der globalen Erwärmung ist, was einer Wahrscheinlichkeit von 90 % oder mehr entspricht. Die globale Erwärmung wurde in diesem Fall durch einen Anstieg der durchschnittlichen globalen Temperaturen um 0,75 Grad in den letzten 100 Jahren gezeigt.
Im vierten Sachstandsbericht des IPCC heißt es:
- Die Erwärmung des Klimasystems ist eindeutig, wie der Anstieg der globalen durchschnittlichen Luft- und Meerestemperaturen, das weit verbreitete Schmelzen von Schnee und Eis und der Anstieg des globalen durchschnittlichen Meeresspiegels zeigen.
- Der größte Teil der globalen Erwärmung seit Mitte des 20. Jahrhunderts ist sehr wahrscheinlich auf menschliche Aktivitäten zurückzuführen.
- Kosten und Nutzen des Klimawandels für die [menschliche] Gesellschaft werden je nach Standort und Umfang stark variieren. Einige der Auswirkungen in gemäßigten und polaren Regionen werden positiv, andere anderswo negativ sein. Insgesamt sind die Nettoeffekte bei größerer oder schnellerer Erwärmung eher stark negativ.
- Die Bandbreite der veröffentlichten Beweise weist darauf hin, dass die Nettoschadenskosten des Klimawandels wahrscheinlich erheblich sind und im Laufe der Zeit steigen.
- Die Widerstandsfähigkeit vieler Ökosysteme wird in diesem Jahrhundert wahrscheinlich durch eine beispiellose Kombination aus Klimawandel, damit verbundenen Störungen (z. B. Überschwemmungen, Dürre, Waldbrände, Insekten, Ozeanversauerung) und anderen Triebkräften des globalen Wandels (z. B. Landnutzungsänderungen, Umweltverschmutzung, Fragmentierung natürlicher Systeme, Übernutzung von Ressourcen) überlastet werden.

### U.S. Global Change Research Program

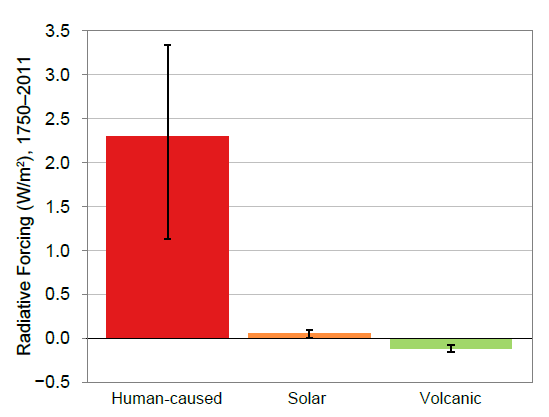
Ursachen der globalen Erwärmung (1750–2011) gemäß Fourth National Climate Assessment

Dreizehn Bundesbehörden der USA unter der Leitung der National Oceanic and Atmospheric Administration (NOAA) arbeiteten unter der Schirmherrschaft des United States Global Change Research Program (USGCRP) zusammen, um die vierte nationale Klimabewertung des Landes vorzubereiten, die wie unten beschrieben in zwei Bänden veröffentlicht wurde.
Der Climate Science Special Report: Fourth National Climate Assessment, Volume I (Oktober 2017) lieferte die folgende Zusammenfassung:

“This assessment concludes, based on extensive evidence, that it is extremely likely that human activities, especially emissions of greenhouse gases, are the dominant cause of the observed warming since the mid-20th century. For the warming over the last century, there is no convincing alternative explanation supported by the extent of the observational evidence.”

„Diese Einschätzung kommt aufgrund umfangreicher Beweise zu dem Schluss, dass menschliche Aktivitäten, insbesondere die Emissionen von Treibhausgasen, mit äußerster Wahrscheinlichkeit die dominierende Ursache für die beobachtete Erwärmung seit Mitte des 20. Jahrhunderts sind. Für die Erwärmung im letzten Jahrhundert gibt es keine überzeugende alternative Erklärung, die durch das Ausmaß der Beobachtungsdaten gestützt wird.“

## Maßnahmen
In der wissenschaftlichen Literatur wird ausführlich darüber diskutiert, welche Maßnahmen zur Reaktion auf den Klimawandel wirksam sein könnten. Einige wissenschaftliche Gremien haben Regierungen spezifische Richtlinien empfohlen. Die Natur- und Sozialwissenschaften können eine Rolle bei der Beratung über wirksame Reaktionen auf den Klimawandel spielen. Politische Entscheidungen können jedoch Werturteile erfordern. Zum Beispiel hat der US National Research Council dazu Stellung genommen:

“The question of whether there exists a "safe" level of concentration of greenhouse gases cannot be answered directly because it would require a value judgment of what constitutes an acceptable risk to human welfare and ecosystems in various parts of the world, as well as a more quantitative assessment of the risks and costs associated with the various impacts of global warming. In general, however, risk increases with increases in both the rate and the magnitude of climate change.”

„Die Frage, ob es eine "sichere" Konzentration von Treibhausgasen gibt, kann nicht direkt beantwortet werden, da sie ein Werturteil darüber erfordert, was ein akzeptables Risiko für das menschliche Wohlergehen und die Ökosysteme in verschiedenen Teilen der Welt darstellt, sowie eine mehr quantitative Bewertung der Risiken und Kosten, die mit den verschiedenen Auswirkungen der globalen Erwärmung verbunden sind. Im Allgemeinen nimmt das Risiko jedoch mit zunehmender Geschwindigkeit und Ausmaß des Klimawandels zu.“

Sozialwissenschaftler, Mediziner, Ingenieure und Philosophen haben sich zu Wissenschaft und Politik des Klimawandels geäußert.

## Stellungnahmen
Dies ist eine Liste von nationalen und internationalen wissenschaftlichen Gremien, die offizielle Stellungnahmen abgegeben haben. Klassifiziert sind diese Organisationen danach, ob sie der IPCC-Ansicht zustimmen, sich neutral positionieren oder diese ablehnen. Mit Stand 2020 existieren weltweit rund 200 wissenschaftliche Organisationen, die den menschengemachten Klimawandel bestätigen, während keine einzige die Meinung äußert, dass der Klimawandel nicht vom Menschen verursacht wird.

### Zustimmung

#### Akademien der Wissenschaften
Seit 2001 haben 34 nationale Wissenschaftsakademien, drei regionale Akademien und sowohl der internationale InterAcademy Council als auch der International Council of Academies of Engineering and Technological Sciences formelle Erklärungen abgegeben, die die vom Menschen verursachte globale Erwärmung bestätigen und die Nationen auffordern, den Ausstoß von Treibhausgasen zu reduzieren. Zu den 34 Stellungnahmen der nationalen Wissenschaftsakademien gehören 33, die gemeinsame Erklärungen und eine Einzelerklärung der Polnischen Akademie der Wissenschaften im Jahr 2007 unterzeichnet haben.

#### Gemeinsame Erklärungen
- 2001: Nach der Veröffentlichung des Dritten Sachstandsberichts des IPCC gaben siebzehn nationale Wissenschaftsakademien eine gemeinsame Erklärung mit dem Titel „The Science of Climate Change“ heraus, in der sie ausdrücklich die Position des IPCC als Repräsentant des wissenschaftlichen Konsens über die Wissenschaft des Klimawandels anerkennen. Die am 18. Mai 2001 in einem Editorial der Zeitschrift Science veröffentlichte Erklärung wurde von den Wissenschaftsakademien Australiens, Belgiens, Brasiliens, Kanadas, der Karibik, Chinas, Frankreichs, Deutschlands, Indiens, Indonesiens, Irlands, Italiens, Malaysias, Neuseelands, Schwedens, der Türkei und des Vereinigten Königreichs unterzeichnet.[34]
- 2005: Die nationalen Wissenschaftsakademien der G8-Staaten sowie Brasilien, China und Indien, drei der größten Emittenten von Treibhausgasen in den Entwicklungsländern, unterzeichnen eine Erklärung zur globalen Reaktion auf den Klimawandel. Die Erklärung betont, dass das wissenschaftliche Verständnis des Klimawandels jetzt hinreichend klar ist, um ein sofortiges Handeln der Nationen zu rechtfertigen, und unterstützt ausdrücklich den IPCC-Konsens. Die elf Unterzeichner waren die Wissenschaftsakademien Brasiliens, Kanadas, Chinas, Frankreichs, Deutschlands, Indiens, Italiens, Japans, Russlands, des Vereinigten Königreichs und der Vereinigten Staaten.[35]
- 2007: Zur Vorbereitung des 33. G8-Gipfels haben die Nationalen Wissenschaftsakademien der G8+5-Staaten eine Erklärung abgegeben, in der sie auf die Position der gemeinsamen Erklärung der Wissenschaftsakademien von 2005 Bezug nehmen und die Bestätigung ihrer bisherigen Schlussfolgerungen durch die neuere Forschung anerkennen. In Anlehnung an den vierten Sachstandsbericht des IPCC heißt es in der Erklärung: „Es ist eindeutig, dass sich das Klima ändert, und es ist sehr wahrscheinlich, dass dies hauptsächlich durch die zunehmenden Eingriffe des Menschen in die Atmosphäre verursacht wird. Diese Veränderungen werden die Umweltbedingungen auf der Erde verändern, es sei denn Gegenmaßnahmen werden ergriffen.“ Die dreizehn Unterzeichner waren die nationalen Wissenschaftsakademien Brasiliens, Chinas, Deutschlands, Frankreichs, Italiens, Indiens, Japans, Kanadas, Mexikos, Russlands, Südafrikas, des Vereinigten Königreichs und der Vereinigten Staaten.[36]
- 2008: In Vorbereitung des 34. G8-Gipfels gaben die nationalen Wissenschaftsakademien der G8+5-Staaten eine Erklärung heraus, in der sie die Position der gemeinsamen Erklärung der Wissenschaftsakademien von 2005 bekräftigten und sagten, „dass der Klimawandel stattfindet und die anthropogene Erwärmung viele physikalische und biologische Systeme beeinflusse“. Neben anderen Maßnahmen fordert die Erklärung alle Nationen auf, „geeignete wirtschaftliche und politische Maßnahmen zu ergreifen, um den Übergang zu einer kohlenstoffarmen Gesellschaft zu beschleunigen und Veränderungen im individuellen und nationalen Verhalten zu fördern und zu bewirken“. Die dreizehn Unterzeichner waren dieselben nationalen Wissenschaftsakademien, die 2007 die gemeinsame Erklärung herausgegeben hatten.[37]
- 2009: In Vorbereitung der UNFCCC-Verhandlungen, die Dezember 2009 in Copenhagen stattfinden sollten, gaben die nationalen Wissenschaftsakademien der G8+5-Staaten eine Erklärung heraus, in der sie erklärten: „Klimawandel und nachhaltige Energiequellen sind entscheidende Herausforderungen für die Zukunft der Menschheit. Es ist von entscheidender Bedeutung, dass die führenden Kräfte in der Welt sich auf die notwendigen Emissionsverringerungen einigen, um die negativen Auswirkungen des vom Menschen verursachten Klimawandels zu bekämpfen“. Die Erklärung bezieht sich auf den Vierten Sachstandsbericht des IPCC von 2007 und sagt aus: „der Klimawandel geschieht noch schneller als zuvor geschätzt; globale CO2-Emissionen seit 2000 haben die höchsten Schätzungen übertroffen, das arktische Eis ist in dieser Zeit schneller geschmolzen als vorhergesagt und der Meeresspiegelanstieg hat sich beschleunigt“. Die dreizehn Unterzeichnenden waren dieselben nationalen Wissenschaftsakademien, die die Erklärungen von 2007 und 2008 herausgegeben hatten.[38]

#### Deutsche Akademie der Naturforscher Leopoldina
2021 publizierte die Deutsche Akademie der Naturforscher Leopoldina ein Factsheet „Klimawandel: Ursachen, Folgen und Handlungsmöglichkeiten“ zum Klimawandel. In diesem hielt sie fest, dass der „allergrößte Anteil des zurzeit beobachteten Klimawandels“ vom Menschen verursacht werde und die seit 1951 beobachtete Temperaturerwärmung ohne die Zunahme der Treibhausgase in der Atmosphäre nicht erklärbar sei. Gleichzeitig lieferten natürliche Faktoren wie die „Schwankungen der Sonneneinstrahlung, Vulkanausbrüche oder die natürliche Variabilität im Klimasystem [...] keine messbaren Beiträge zur globalen Erwärmung seit 1951“. Die Leuchtkraft der Sonne sei in dem Zeitraum sogar minimal gefallen. Zudem erklärte die Leopoldina, dass die gegenwärtige globale Erwärmung verglichen mit globalen Temperaturanstiegen in der Erdgeschichte „extrem rasch“ verlaufe.

#### Polnische Akademie der Wissenschaften
Im Dezember 2007 gab die Generalversammlung der Polnischen Akademie der Wissenschaften (Polska Akademia Nauk), die keine der gemeinsamen Erklärungen der nationalen Wissenschaftsakademien unterzeichnet hat, eine Erklärung ab, in der sie die Schlussfolgerungen des IPCC unterstützt.

### Neutral

#### American Association of Petroleum Geologists
Im Juni 2007 erklärte die Positionserklärung der American Association of Petroleum Geologists (AAPG) zum Klimawandel:
Die AAPG-Mitgliedschaft ist geteilter Meinung nach dem Grad des Einflusses, den anthropogenes CO2 zu jüngsten und potenziellen globalen Temperaturerhöhungen hat. ... Bestimmte Klimasimulationsmodelle sagen voraus, dass sich der Erwärmungstrend fortsetzen wird, wie von NAS, AGU, AAAS und AMS berichtet. Die AAPG respektiert diese wissenschaftlichen Meinungen, möchte jedoch hinzufügen, dass die aktuellen Prognosen zur Klimaerwärmung in gut dokumentierte natürliche Variationen der vergangenen Klima- und Temperaturdaten fallen könnten. Diese Daten unterstützen nicht unbedingt die in einigen Modellen prognostizierten Maximum-Case-Szenarien.
Vor der Verabschiedung dieser Erklärung war die AAPG die einzige große wissenschaftliche Organisation, die laut einer Erklärung des Council of the American Quaternary Association die Feststellung eines signifikanten menschlichen Einflusses auf das aktuelle Klima zurückwies. Den Plan für eine Überarbeitung erläuterte AAPG-Präsident Lee Billingsly im März 2007:

„Mitglieder haben gedroht, ihre Mitgliedschaften nicht zu erneuern ... wenn die AAPG ihre Position zum globalen Klimawandel nicht ändert ... Und mir wurde von Mitgliedern berichtet, die bereits in den Vorjahren aufgrund unserer aktuellen Position zum globalen Klimawandel ausgetreten sind ... Die aktuelle Grundsatzerklärung wird von einer erheblichen Anzahl unserer Mitglieder und zukünftigen Mitglieder nicht unterstützt.“

AAPG-Präsident John Lorenz kündigte im Januar 2010 den „Sonnenuntergang“ des Globalen Ausschusses für den Klimawandel der AAPG an. Der AAPG-Exekutivausschuss entschied:

„Der Klimawandel ist für unsere Wissenschaft bestenfalls ein Randgebiet ... AAPG hat auf diesem Gebiet keine Glaubwürdigkeit ... und als Gruppe haben wir keine besonderen Kenntnisse der globalen atmosphärischen Geophysik.“

#### American Institute of Professional Geologists
In der offiziellen Stellungnahme der AIPG zur Umwelt heißt es, dass „die Verbrennung fossiler Brennstoffe und die Erzeugung von Treibhausgasen einschließlich Kohlendioxid (CO2) und Methan (CH4) umfasst. Die Emissionen von Treibhausgasen werden von einigen als einer der größte, globale Umweltbedenken im Zusammenhang mit der Energieerzeugung aufgrund potenzieller Auswirkungen auf das globale Energiesystem und möglicherweise das globale Klima gesehen. Die Verwendung fossiler Brennstoffe ist die Hauptquelle für die erhöhte atmosphärische Konzentration von Treibhausgasen seit der Industrialisierung“.

### Ablehnung
Seit 2007, als die American Association of Petroleum Geologists eine überarbeitete Stellungnahme veröffentlichte, lehnt kein nationales oder internationales wissenschaftliches Gremium mehr die Ergebnisse der vom Menschen verursachten Auswirkungen auf den Klimawandel ab.

## Studien

Seit 2016 veröffentlichte Konsensstudien

Bis 2016 veröffentlichte Konsensstudien

Es wurden verschiedene Umfragen und Studien unter Wissenschaftlern durchgeführt, um die wissenschaftliche Meinung zur globalen Erwärmung zu bewerten. Sie kamen zu dem Schluss, dass fast alle Klimawissenschaftler die Idee des anthropogenen Klimawandels unterstützen.
2004 publizierte die Geologin und Wissenschaftshistorikerin Naomi Oreskes eine Studie zur wissenschaftlichen Literatur zum Klimawandel. Sie analysierte 928 Abstracts von Artikeln zwischen 1993 und 2003 aus wissenschaftlichen Zeitschriften mit Peer-Review und kam zu dem Schluss, dass es einen wissenschaftlichen Konsens über die Realität des anthropogenen Klimawandels gibt.
Im Jahr 2007 befragte Harris 489 zufällig ausgewählte Mitglieder der American Meteorological Society und der American Geophysical Union. 97 % der befragten Wissenschaftler stimmten zu, dass die globalen Temperaturen in den letzten 100 Jahren gestiegen sind; 84 % gaben an, dass sie persönlich glaubten, dass eine vom Menschen verursachte Erwärmung auftritt, und 74 % stimmten zu, dass „derzeit verfügbare wissenschaftliche Beweise“ ihr Auftreten untermauern. Katastrophale Auswirkungen in 50–100 Jahren würden nach Ansicht von 41 % wahrscheinlich beobachtet, 44 % hielten die Auswirkungen für moderat und etwa 13 % sahen eine relativ geringe Gefahr. 5 % gaben an, dass sie der Meinung waren, dass menschliche Aktivitäten nicht zur Erwärmung des Treibhauses beitragen.
Eine von Peter Doran und Maggie Kendall Zimmerman an der University of Illinois durchgeführte Umfrage erhielt Antworten von 3.146 der 10.257 befragten Geowissenschaftler. Die Ergebnisse wurden global und nach Spezialisierung analysiert und 2009 veröffentlicht.
- 76 von 79 Klimaforschern, die „Klimawissenschaft als ihr Fachgebiet angeführt haben und die auch mehr als 50 % ihrer jüngsten Peer-Review-Artikel zum Thema Klimawandel veröffentlicht haben“, glaubten, dass die mittleren globalen Temperaturen im Vergleich zu vor 1800 gestiegen seien.
- 75 von 77 glaubten, dass menschliche Aktivitäten ein wesentlicher Faktor für die Veränderung der mittleren globalen Temperaturen sind. Von allen Befragten stimmten 90 % zu, dass die Temperaturen im Vergleich zu den Werten vor 1800 gestiegen sind, und 82 % stimmten zu, dass der Mensch die globale Temperatur erheblich beeinflusst.
- Wirtschaftsgeologen und Meteorologen gehörten zu den größten Zweiflern, nur 47 Prozent bzw. 64 Prozent glaubten an eine signifikante Beteiligung des Menschen.

Die Autoren fassen die Ergebnisse folgendermaßen zusammen:

“It seems that the debate on the authenticity of global warming and the role played by human activity is largely nonexistent among those who understand the nuances and scientific basis of long-term climate processes.”

„Es scheint, dass eine Debatte über die Realität der globalen Erwärmung und die Rolle des menschlichen Handelns unter denen, die die Nuancen und wissenschaftlichen Grundlagen langfristiger Klimaprozesse verstehen, weitgehend nicht existiert.“

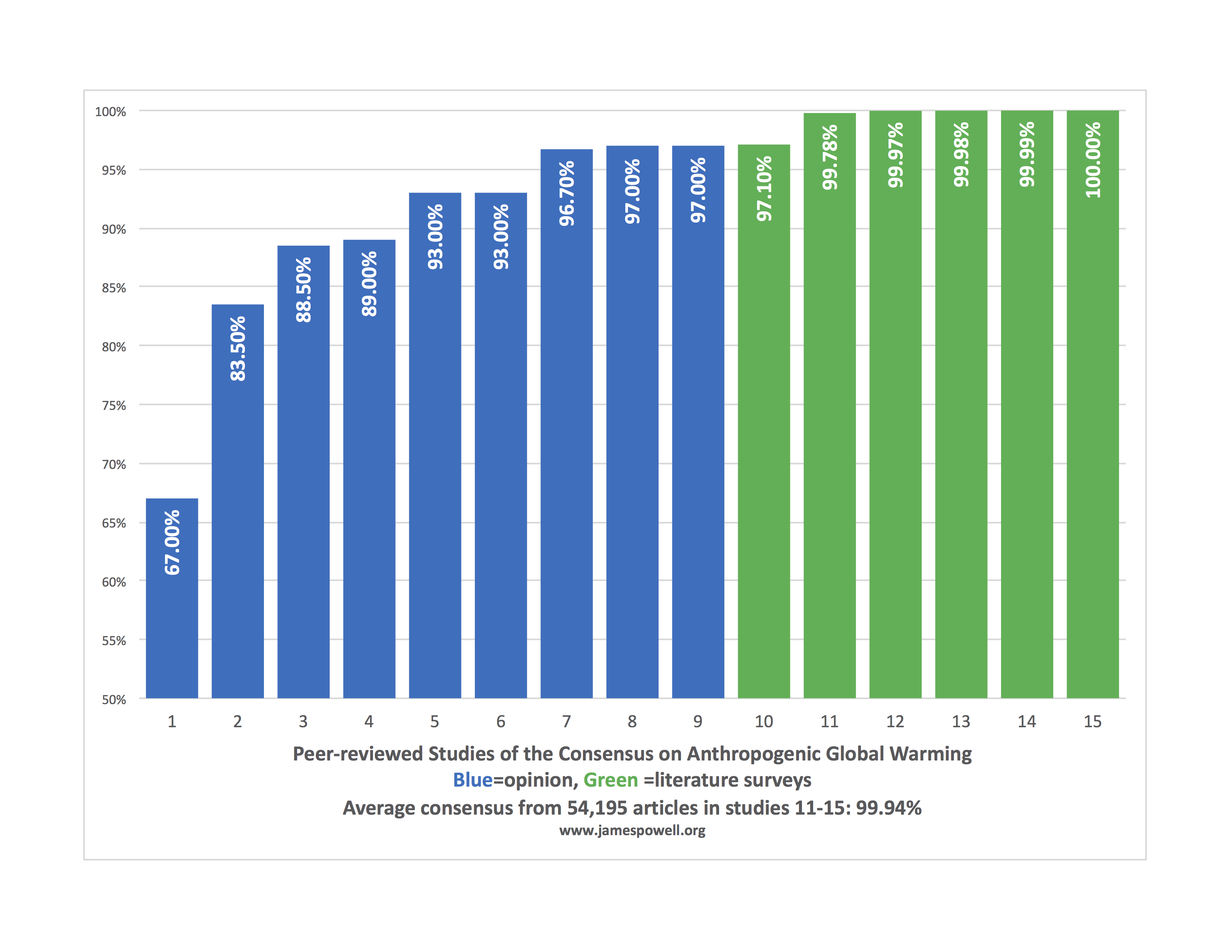
Studien mit Peer-Review, die zustimmen, dass der menschengemachte Klimawandel existiert

Ein Artikel aus dem Jahr 2010 in den Proceedings of the National Academy of Sciences of the United States überprüfte die Veröffentlichungs- und Zitationsdaten von 1.372 Klimaforschern und zog die folgenden zwei Schlussfolgerungen:

“(i) 97–98% of the climate researchers most actively publishing in the field support the tenets of ACC (Anthropogenic Climate Change) outlined by the Intergovernmental Panel on Climate Change, and (ii) the relative climate expertise and scientific prominence of the researchers unconvinced of ACC are substantially below that of the convinced researchers.”

„(i) 97–98 % der Klimaforscher, die auf diesem Gebiet am aktivsten publizieren, unterstützen die Grundsätze des die Idee des menschengemachten Klimawandels, die vom Zwischenstaatlichen Gremium für Klimaänderungen skizziert wurden, und (ii) die relative Klimaexpertise und die wissenschaftliche Bedeutung der Forscher die vom menschengemachten Klimawandel nicht überzeugt sind, liegen deutlich unter denen der überzeugten Forscher.“

Eine Untersuchung aus dem Jahr 2015, die 24.210 Artikel analysierte, die von 69.406 Autoren in den Jahren 2013 und 2014 veröffentlicht wurden, fand nur fünf Artikel von vier Autoren, die die anthropogene globale Erwärmung ablehnen. Über 99,99 % der Klimawissenschaftler stimmen der These zu, dass der menschengemachte Klimawandel existiert.
Im November 2019 zeigte eine Untersuchung zu über 11.600 Peer-Review-Artikeln, die in den ersten sieben Monaten des Jahres 2019 veröffentlicht wurden, dass der Konsens 100 % erreicht hatte.
Zwei weitere, im Oktober 2021 veröffentlichte Arbeiten bestätigten den wissenschaftlichen Konsens. Eine Gruppe um den Wissenschaftsjournalisten Mark Lynas knüpfte an die Methodik der Arbeit von John Cook und anderen aus dem Jahr 2013 an. Sie berücksichtigten 88.125 englischsprachige wissenschaftliche Arbeiten, die zwischen 2012 und November 2020 veröffentlicht worden sind und die sie anhand einer Schlüsselwortsuche in der Literaturdatenbank Web of Science fanden. Sie ordneten 3000 mittels einer Stichprobe gewählte Arbeiten anhand ihrer Abstracts in verschiedene Stufen der Zustimmung zum Konsens oder Ablehnung des Konsenses ein. Darüber hinaus versuchten sie mit einer zusätzlichen Suche nach weiteren Schlüsselbegriffen möglichst alle ablehnenden Arbeiten in der Gesamtmenge zu identifizieren. Sie fanden unter den 88.125 Arbeiten insgesamt 28, die den Konsens implizit oder explizit ablehnten. Die Zustimmung lag damit insgesamt bei deutlich über 99 %. Eine weitere Gruppe befragte Geowissenschaftler nach ihrer Zustimmung. Über 90 % der Antwortenden stimmten dem Konsens zu, wobei die Zustimmung mit dem Grad der Expertise zunahm. Gegenüber der ähnlichen Befragung von Doran und Zimmermann aus dem Jahr 2009 hatte sich die Zustimmung von Wirtschaftsgeologen auf 84,1 % und die von Meteorologen auf 91 % erhöht. Unter den Klimaexperten mit 20 oder mehr Fachbeiträgen lag die Zustimmung zu der Aussage, dass sich die Erde größtenteils infolge menschlicher Aktivität erwärmt, bei 100 %.

## Existenz

Die Öffentlichkeit in verschiedenen Ländern unterschätzt den Grad des wissenschaftlichen Konsenses über den menschengemachten Klimawandel erheblich. Studien aus den Jahren 2019–2021 ergaben einen wissenschaftlichen Konsens von 98,7–100 %.

In der öffentlichen Diskussion wird häufig die Frage gestellt, ob es einen wissenschaftlichen Konsens zum Klimawandel gibt. Mehrere wissenschaftliche Organisationen haben in ihren Stellungnahmen explizit den Begriff „Konsens“ verwendet:
- American Association for the Advancement of Science, 2006: „Die Schlussfolgerungen in dieser Erklärung spiegeln den wissenschaftlichen Konsens wider, der beispielsweise durch den Zwischenstaatlichen Ausschuss für Klimawandel und die Erklärung der Joint National Academies vertreten wird.“[56]
- National Academy of Sciences: „Nach Einschätzung der meisten Klimawissenschaftler wurde die Erwärmung der Erde in den letzten Jahrzehnten hauptsächlich durch menschliche Aktivitäten verursacht, die die Menge an Treibhausgasen in der Atmosphäre erhöht haben. […] Zum Klimawandel haben die Studien der National Academy of Sciences Konsens unter den Wissenschaftlern festgestellt.“[57]
- American Meteorological Society, 2003: „Die Natur der Wissenschaft ist so, dass unter Wissenschaftlern selten völlige Übereinstimmung herrscht. Einzelne wissenschaftliche Stellungnahmen und Arbeiten – deren Gültigkeit zum Teil noch angemessen bewertet werden muss – können in der politischen Debatte genutzt werden und den Eindruck hinterlassen, dass die wissenschaftliche Gemeinschaft in Fragen, bei denen in Wirklichkeit ein starker wissenschaftlicher Konsens besteht, scharf gespalten ist […] Die Sachstandsberichte des IPCC werden in etwa fünfjährigen Abständen von einer großen internationalen Expertengruppe erstellt, die das breite Spektrum von Sachverstand und Perspektiven, die für die Probleme relevant sind. Die Berichte streben eine konsensuale Bewertung der Ergebnisse der gesamten von Experten begutachteten Forschung an. […] Sie bieten eine Analyse des Bekannten und des Unbekannten, des Konsensgrades und einige Hinweise auf den Grad des Sicherheit, der den verschiedenen Aussagen und Schlussfolgerungen entgegengebracht werden kann.“[58]
- Network of African Science Academies: „Auf der Grundlage aktueller Erkenntnisse besteht nun innerhalb der globalen wissenschaftlichen Gemeinschaft ein Konsens, dass menschliche Aktivitäten die Hauptursache des Klimawandels sind und dass die Verbrennung fossiler Brennstoffe maßgeblich für diesen Wandel verantwortlich ist.“[59]
- International Union for Quaternary Research, 2008: „Die INQUA erkennt den internationalen wissenschaftlichen Konsens des Zwischenstaatlichen Ausschusses für Klimaänderungen (IPCC) an.“[60]
- Australian Coral Reef Society, 2006: „Unter Experten herrscht fast völliger Konsens darüber, dass sich das Erdklima infolge der Ansammlung von Treibhausgasen ändert […] Es besteht ein breiter wissenschaftlicher Konsens darüber, dass Korallenriffe stark davon betroffen sind, verursacht durch die Aktivitäten des Menschen und es gibt bedeutende globale Effekte, die Riffe anfälliger machen können.“[61][62]